# Núria Puig i Barata
Núria Puig i Barata (Aiguafreda, Osona, 3 de març de 1951) és una esquiadora, especialitzada en esquí alpí, i sociòloga de l'esport catalana.
Juntament amb la seva germana Conxita Puig i Barata, va iniciar la seva vinculació amb l'esport com a esquiadora. Com a sòcia del Club Alpí Núria-Masella, arribà a formar part de l'equip espanyol d'esquí alpí entre els anys 1968 i el 1971, i també membre de l'equip espanyol universitari entre el 1968 i el 1973. Entre els seus èxits més rellevants destaquen diversos títols de Campionat d'Espanya i també la participació en el Campionat del Món d'esquí alpí de Val Gardena, a Itàlia, (1971) i a les universíades de Rovaniemi, a Finlàndia (1971) i Lake Placid als EUA (1973).
En paral·lel a la pràctica esportiva, realitzà la seva formació universitària d'Història a la Universitat de Barcelona, on es llicencià el 1975. I, més endavant es doctorà en Sociologie de la Connaissance a la Universitat de París VII, el 1980, amb la tesi Les équipements sportifs et les rapports sociaux. El 1976 es va incorporar al recentment inaugurat INEFC (Institut Nacional d'Educació Física de Catalunya), i comença la seva tasca docent i investigadora fins a la seva jubilació, l'any 2016. El 1993, a la Facultat de Filosofia i Ciències de l'Educació a la Universitat de Barcelona, realitza una segona tesi doctoral amb Joves i esport: influència dels processos de socialització en els itineraris esportius juvenils. A més dels dos doctorats, en la seva extensa i prolífica carrera científica ha publicat més de 30 llibres, 76 capítols de llibre i 73 articles científics, a banda de centenars d'articles de divulgació i comunicacions en jornades científiques, i ha dirigit més d'una desena de tesis doctorals. Ha estat catedràtica de Sociologia de l'Esport de l'INEFC a Barcelona, i ha rebut l'acreditació de recerca avançada per l'Agència per a la Qualitat del Sistema Universitari de Catalunya (AQU Catalunya). Professora de sociologia de l'esport a l'Institut Nacional d'Educació Física de Catalunya (INEFC) de Barcelona, l'any 2000 obtingué la càtedra d'aquesta mateixa disciplina. Presidí l'Asociación Española de Investigación Social Aplicada al Deporte (durant els anys 1990 i 1996). Coordina el Grup d'Investigació Social i Educativa en Activitat Física i Esport (GISEAFE) de l'INEFC i, entre els anys 2006 i 2016, va impulsar, i dirigir l'Observatori Català de l'Esport. Col·labora en programes de gestió esportiva. Puig s'ha convertit en un referent nacional i internacional en els estudis d'hàbits esportius de la població, la gestió esportiva, la metodologia de la investigació social, les organitzacions de l'esport o les polítiques públiques, entre altres aspectes, havent arribat a assessorar la majoria d'institucions catalanes i espanyoles des dels inicis de la democràcia fins a l'actualitat. Una de les aportacions més destacades de Núria Puig és en l'anàlisi de la perspectiva de gènere en l'activitat física i l'esport, i en la promoció de la igualtat entre homes i dones.

## Reconeixements
- Reial Orde del Mèrit Esportiu, en la categoria de Medalla de bronze, lliurada pel Consell Superior d'Esports de l'Estat espanyol (2006)[2]
- Premi a la Promoció de l'Esport Mireia Tapiador, atorgada per l'Institut Barcelona Esports de l'Ajuntament de Barcelona (2015)[1]

## Publicacions[1]
- Joves i Esport (1996)
- Oci, esport i societat (1990, juntament amb Ángel Zaragoza)
- Sociología del deporte (1998, amb Manuel García Ferrando i Paco Lagardera)
- Mercat de treball i llicenciatura en Educació Física a l'INEFC de Barcelona (2002, amb Jordi Viñas).